# Белушья Губа
Белу́шья Губа́ — посёлок городского типа в Архангельской области Российской Федерации, главный постоянный населённый пункт архипелага Новая Земля; административный центр городского округа и района Новая Земля. Расположен в пограничной зоне.

## География и климат
Посёлок расположен в юго-западной части Южного острова архипелага Новая Земля на полуострове Гусиная Земля, на берегу губы Белушья. Северо-восточнее Белушьей Губы расположен посёлок Рогачёво.
Климат в посёлке — тундровый; температуры очень низкие, даже в течение тёплых месяцев года. По классификации климатов Кёппена — арктический климат (индекс ET). Средняя температура за год — −4.5 °C, среднегодовая норма осадков — 349 мм.
| Показатель                    | Янв.  | Фев.  | Март  | Апр.  | Май  | Июнь | Июль | Авг. | Сен. | Окт. | Нояб. | Дек.  | Год  |
| ----------------------------- | ----- | ----- | ----- | ----- | ---- | ---- | ---- | ---- | ---- | ---- | ----- | ----- | ---- |
| Средний суточный максимум, °C | −9,5  | −10,6 | −8,2  | −5,5  | −0,8 | 6,3  | 12,4 | 11,0 | 6,9  | 1,0  | −3,7  | −6,2  | −0,6 |
| Средняя температура, °C       | −14,1 | −14,8 | −13   | −9,9  | −4   | 2,1  | 7,7  | 7,2  | 4,0  | −1,5 | −7,2  | −10,3 | −4,5 |
| Средний суточный минимум, °C  | −18,7 | −19   | −17,8 | −14,2 | −7,2 | −2,1 | 3,1  | 3,5  | 1,2  | −3,9 | −10,7 | −14,4 | −8,3 |
| Норма осадков, мм             | 21    | 21    | 22    | 16    | 20   | 24   | 40   | 47   | 49   | 38   | 26    | 25    | 349  |
| Источник:                     |       |       |       |       |      |      |      |      |      |      |       |       |      |

## История
В 1886 г. здесь родился и до 1956 г. возглавлял Новую Землю основатель ненецкой литературы и художник Тыко Вылка.
В 1893 году выполнена первая картография этого места исследователем С. А. Моисеевым.
В 1894 году при посещении Новой Земли архангельским губернатором А. П. Энгельгардтом принято решение о создании нового становища.
В 1896 году губа исследована картографической экспедицией на винтовом транспорте «Самоед» под руководством лейтенанта А. М. Бухтеева.
Работы вместе с ними проводили беломорские гидрографы Н. В. Морозов и Н. М. Деплоранский, посильную помощь оказывали командир судна В. А. Лилье и офицеры И. И. Назимов, М. А. Фефелов, А. А. Гаврилов и А. С. Боткин.
Бухтеев произвёл существенные уточнения существовавших карт; результаты работ были обобщены Морозовым в книге «Лоция Самоедского берега…», вышедшей в 1896 году.
На карте появились новые названия в честь участников экспедиции: мысы Лилье и Морозова, бухта Назимова, залив Гаврилова и бухта «Самоед», названная в честь судна экспедиции. На берегу этой бухты и возникло в 1897 году становище Белушья Губа. На карте Новой Земли, составленной с русских описей 1821—1870 годов и изданной Гидрографическим департаментом Морского министерства в 1871 году бухта называется Бѣлужья Губа (через «ж»).
Днём рождения посёлка принято считать 17 сентября 1954 года, когда здесь был основан ядерный полигон Новая Земля. 27 февраля 1992 года Президент РФ подписал Указ № 194 «О полигоне на Новой Земле». Этим указом он был определён как Центральный полигон Российской Федерации (ЦП РФ).

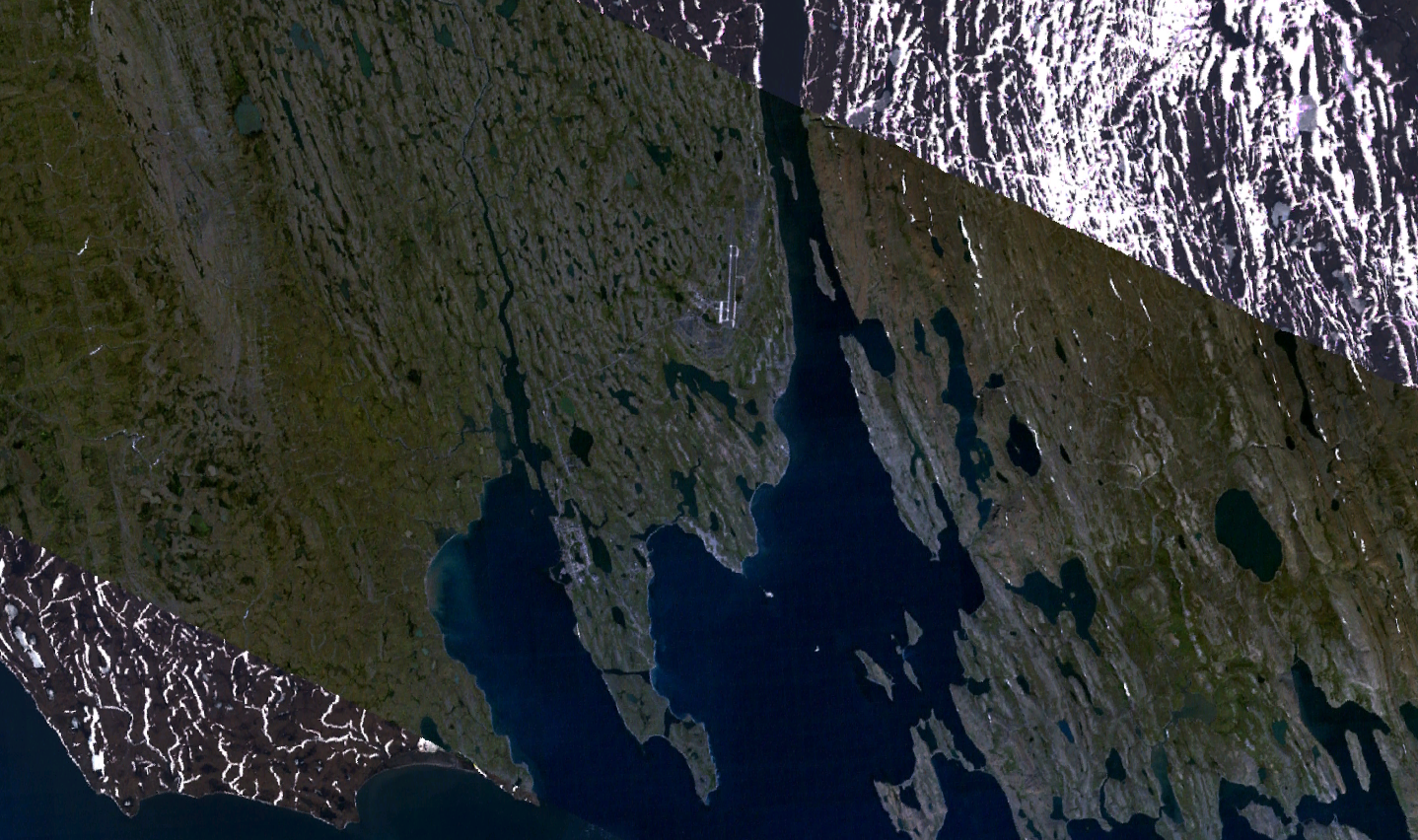
Белушья Губа и Рогачёво Снимок со спутника

В 1957—1958 годах в Белушьей Губе базировался 73-й отдельный дивизион подводных лодок Северного флота под командованием В. Г. Кичёва. Этот первый и единственный опыт базирования подводных лодок на Новой Земле оказался неудачным из-за чрезмерно суровых условий.
В сентябре 2007 года отмечалось 110-летие со дня образования посёлка Белушья Губа.

## Инфраструктура
В настоящее время в Белушьей Губе расположены командные органы Центрального полигона Российской Федерации. Имеется средняя школа на 560 мест, детский сад на 80 мест, 12 жилых домов, одна гостиница, магазин, парикмахерская, фотоателье, комбинат бытового обслуживания, телерадиостанция «Орбита», филиал 1080 центрального военного госпиталя на 150 коек, поликлиника, дом офицеров, солдатский клуб, спорткомплекс с 25-метровым плавательным бассейном, Свято-Никольский православный храм, имеется также банк.
С 1913 года в поселке работала православная церковь.

## Население
| 2002  | 2009  | 2010  | 2012  | 2013  | 2014  | 2015  | 2016  | 2017  |
| ----- | ----- | ----- | ----- | ----- | ----- | ----- | ----- | ----- |
| 2622  | ↗2792 | ↘1972 | ↗2417 | ↘2149 | ↘2063 | ↗2308 | ↗2469 | ↘2405 |
| 2018  | 2019  | 2020  | 2021  | 2023  |       |       |       |       |
| ↗2475 | ↗2617 | ↗2708 | ↘1972 | ↗2060 |       |       |       |       |

Население посёлка, по состоянию на 2009 г., составляло 2,8 тыс. человек (в том числе 74,1 % мужчин и 25,9 % женщин). Мужчины численно преобладают в силу военно-технической специализации посёлка.
Национальный состав
По итогам переписи населения 2020 года проживали следующие национальности (национальности менее 0,1 % и другое, см. в сноске к строке «Другие»):
| Национальность | Численность, чел. | Доля     |
| -------------- | ----------------- | -------- |
| Русские        | 1780              | 90,26 %  |
| Татары         | 50                | 2,54 %   |
| Украинцы       | 23                | 1,17 %   |
| Белорусы       | 12                | 0,61 %   |
| Марийцы        | 11                | 0,56 %   |
| Чуваши         | 10                | 0,51 %   |
| Башкиры        | 8                 | 0,41 %   |
| Казахи         | 8                 | 0,41 %   |
| Коми           | 7                 | 0,35 %   |
| Аварцы         | 7                 | 0,35 %   |
| Тувинцы        | 6                 | 0,30 %   |
| Лезгины        | 5                 | 0,25 %   |
| Алтайцы        | 5                 | 0,25 %   |
| Азербайджанцы  | 4                 | 0,20 %   |
| Даргинцы       | 3                 | 0,15 %   |
| Узбеки         | 3                 | 0,15 %   |
| Эвенки         | 2                 | 0,10 %   |
| Таджики        | 2                 | 0,10 %   |
| Ногайцы        | 2                 | 0,10 %   |
| Другие         | 24                | 1,23 %   |
| Итого          | 1972              | 100,00 % |

## Радиовещание
- 70,37 - «Радио Юность»
- 68,00 — «Радио России» / «Радио Поморье».
- 103,5 — «Радио России» / «Радио Поморье».

## Телевизионное вещание
- 5 ТВК ТК «НТВ» (аналоговое ТВ);
- 7 ТВК ТК «Россия-1» + Региональное вещание ГТРК «Поморье» (аналоговое ТВ);
- 9 ТВК ТК «Первый канал» (аналоговое ТВ);
- 23 ТВК ИК «Next TV» (аналоговое ТВ);
- 25 ТВК РТРС-1 (первый мультиплекс);
- 27 ТВК РТРС-2 (второй мультиплекс).

## Топографические карты
- Лист карты R-39-V,VI Белушья Губа. Масштаб: 1 : 200 000. Состояние местности на 1980 год. Издание 1987 г.